# Еврика (сериал)
„Еврика“ (на английски: Eureka) е американски сериал, който се излъчва от 18 юли 2006 г. до 16 юли 2012 г. Състои се от пет сезона.

## Резюме
След края на Втората световна война Айнщайн убеждава президента Хари Труман, че бъдещето е в ръцете на учените, а не на войниците и в резултат е създаден свръх-секретен град, наречен Еврика, където да живеят и творят най-големите мислители на нацията. Създадена е идилична атмосфера за работа и отмора на гениалните учени и техните семейства. Създаден е град, наречен Еврика, който не присъства на никоя карта или поне не на тези без гриф „Строго секретно“. Град, чиито жители са „отговорни“ за всяко по-сериозно откритие в света за последните 50 години.
Но никое общество не може да бъде идеално. След половин век в изолация чисто човешките чувства като несподелена любов, професионална завист, пристрастяване и депресия, изправят живеещите в Еврика всекидневно пред най-различни предизвикателства. Обичайните за всеки друг град проблеми обаче, в комбинация с гениални жители и неограничени ресурси, често водят до катастрофални последствия. Именно тук, където се сблъскват човешките слабости и най-съвременните достижения на науката, започва Еврика.